# Back Chat
〈Back Chat〉은 1982년 퀸의 음반 《Hot Space》에서 베이시스트 존 디콘이 작곡한 곡으로 펑크의 영향을 가장 많이 받은 곡이다. 디콘은 《Hot Space》에 대한 그의 노래에서 어떤 록 요소도 없애는 타협하지 않는 방법을 선택했었다. 이러한 반항적인 행동은 동료 밴드 멤버들, 특히 브라이언 메이 사이에 마찰을 야기시켰는데, 그들은 그들의 펑크 전환에 적어도 약간의 록 감성을 유지하기 위해 싸웠다. 열띤 토론 끝에, 그 밴드는 마침내 〈Back Chat〉에 기타 솔로 곡을 포함시키기로 결정했다. 대부분의 악기들은 디콘이 직접 연주했다. 영국 싱글 차트 40위에 올랐지만 프랑스 3위, 남아프리카 공화국 18위, 아일랜드 19위 등극이었다.